# Mycetia javanica
Mycetia javanica là một loài thực vật có hoa trong họ Thiến thảo. Loài này được (Blume) Reinw. ex Korth. mô tả khoa học đầu tiên năm 1851.